# Plongée de nuit

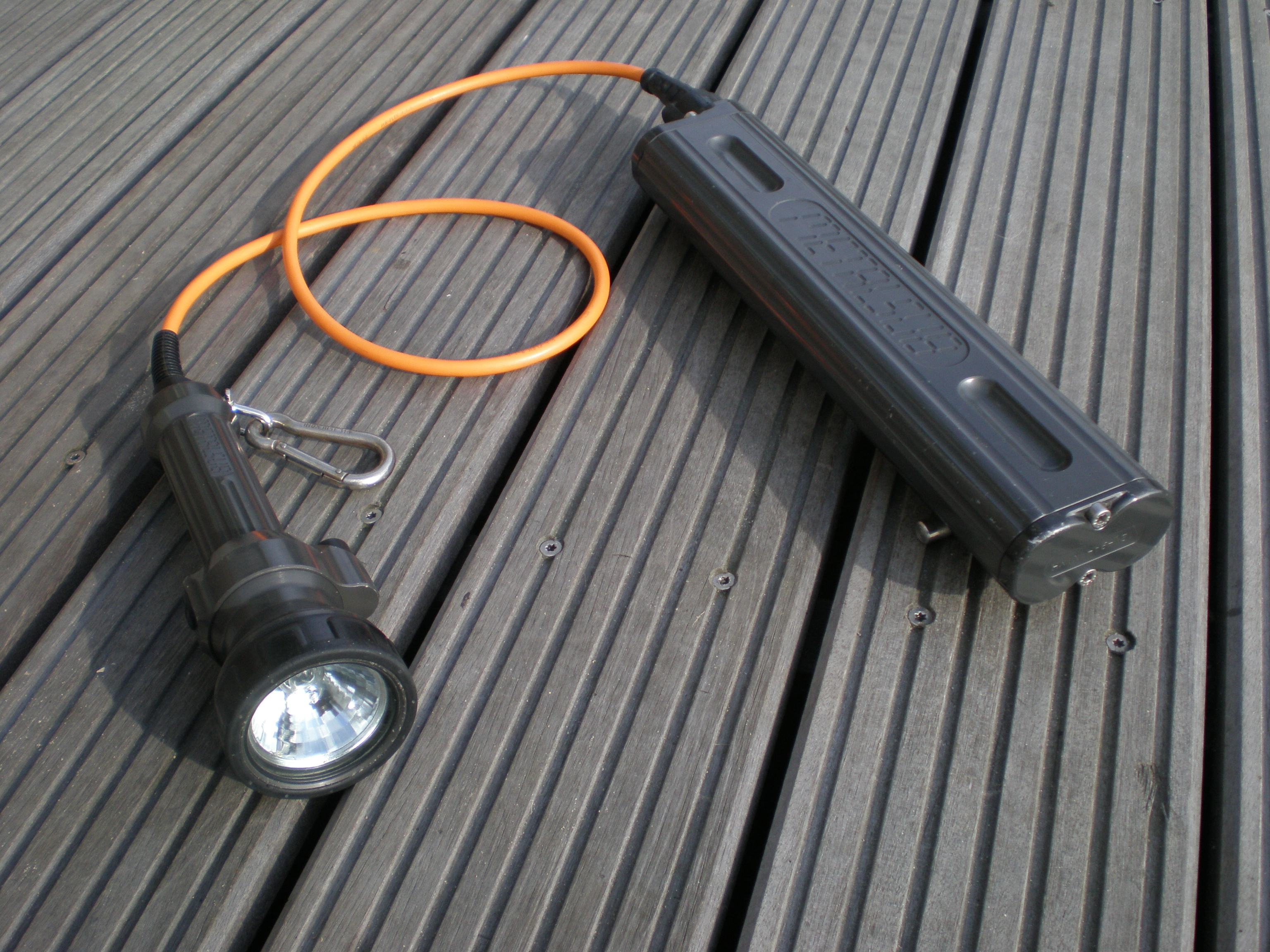
Torche de plongée.

Une plongée de nuit désigne une plongée sous-marine qui se fait pendant la nuit. La nuit, le plongeur peut observer un environnement différent, car de nombreux animaux marins (tels que certains crustacés) sont nocturnes, alors que d'autres (tels les poissons perroquets) dorment et peuvent donc être observés autrement que lors d'une plongée diurne. 
Il y a cependant des dangers supplémentaires par rapport à la plongée diurne, tels que la panne de la lampe torche ou du phare. Ceci peut entraîner la perte de références visuelles (et la perte de vue par le plongeur de sa palanquée, ou la difficulté de retrouver le bateau), ainsi que l'incapacité de lire l'ordinateur de plongée, et donc de vérifier et de stabiliser sa profondeur.